# Гомстед (Айова)
Гомстед (англ. Homestead) — переписна місцевість (CDP) в США, в окрузі Айова штату Айова. Населення — 135 осіб (2020).

## Географія
Гомстед розташований за координатами 41°45′46″ пн. ш. 91°52′23″ зх. д. / 41.76278° пн. ш. 91.87306° зх. д. (41.762682, -91.873124).  За даними Бюро перепису населення США в 2010 році переписна місцевість мала площу 4,44 км², уся площа — суходіл.

## Демографія
Згідно з переписом 2010 року, у переписній місцевості мешкало 148 осіб у 57 домогосподарствах у складі 43 родин. Густота населення становила 33 особи/км².  Було 60 помешкань (14/км²).
Расовий склад населення:
| - 98,0 % — білих - 0,7 % — чорних або афроамериканців - 1,4 % — осіб інших рас |

До двох чи більше рас належало 0,0 %. Частка іспаномовних становила 1,4 % від усіх жителів.
За віковим діапазоном населення розподілялося таким чином: 27,0 % — особи молодші 18 років, 54,8 % — особи у віці 18—64 років, 18,2 % — особи у віці 65 років та старші. Медіана віку мешканця становила 41,3 року. На 100 осіб жіночої статі у переписній місцевості припадало 85,0 чоловіків;  на 100 жінок у віці від 18 років та старших — 86,2 чоловіків також старших 18 років.
Середній дохід на одне домашнє господарство  становив 59 238 доларів США (медіана — 46 595), а середній дохід на одну сім'ю — 59 238 доларів (медіана — 46 595). 
Цивільне працевлаштоване населення становило 92 особи. Основні галузі зайнятості: освіта, охорона здоров'я та соціальна допомога — 53,3 %, фінанси, страхування та нерухомість — 31,5 %, публічна адміністрація — 7,6 %, мистецтво, розваги та відпочинок — 7,6 %.